# Mangrai
Re Mangrai (in lingua thai: มังราย), detto anche Mengrai; Chiang Saen, 2 ottobre 1238 – Chiang Mai, 1317) è stato un condottiero del popolo tai yuan. Fu l'ultimo sovrano del Regno di Ngoenyang e fondatore del Regno Lanna, nell'odierna Thailandia del Nord.
Fece costruire le città di Chiang Rai e Chiang Mai, che furono le capitali dei suoi regni.

## Premesse
I tai yuan furono uno dei primi popoli tai a migrare nel sudest asiatico, nel VI secolo si stanziarono nella zona di Chiang Saen, nel 638 fondarono il Regno di Hiran, vassallo del Regno di Lavo, l'odierna Lopburi. Attorno all'anno 850 fondarono Ngoenyang, la nuova capitale da cui prese il nome il regno, che si espanse sensibilmente, arrivando ad occupare per brevi periodi gli allora territori laotiani di Meuang Sua e Mueang Theng, le odierne Luang Prabang e Dien Bien Phu.

## Biografia

### I primi anni
Mangrai nacque il 2 ottobre 1238 a Ngoenyang, l'odierna Chiang Saen della Thailandia del Nord. Era figlio del locale re Lao Meng e di Nang Thep Kham Khayai, una principessa tai lü figlia del re di Chiang Hung, l'odierna Jinghong capoluogo del Xishuangbanna, la parte meridionale della provincia cinese dello Yunnan. Nel 1259, alla morte del padre, Mangrai divenne il 25º re di Ngoenyang ed espanse il regno con una serie di campagne militari che sottomisero le vicine municipalità (meng) della valle del fiume Kok. Ebbe sotto il proprio controllo il Regno di Chiang Hung e rafforzò il suo potere anche stringendo alleanze con altri Stati vicini.
Approfittò del vuoto di potere creatosi dopo la conquista nel 1253 del Regno di Dali, nell'odierno Yunnan, da parte dei mongoli di Kublai Khan, in seguito impegnati nelle lontane conquiste con cui assoggettarono l'intera Cina e fondarono la Dinastia Yuan. I tentativi dei mongoli di penetrare nel territorio di Ngoenyang furono frustrati dalla strategia di Mangrai, che spostò la propria capitale ad ogni offensiva del potente nemico. Quando i mongoli arrivavano nell'obiettivo che si erano prefissi trovavano una città deserta ed erano costretti a ritirarsi. Fu probabilmente grazie a Mangrai che buona parte del sudest asiatico poté evitare l'invasione degli Yuan.

### Conquista di Hariphunchai

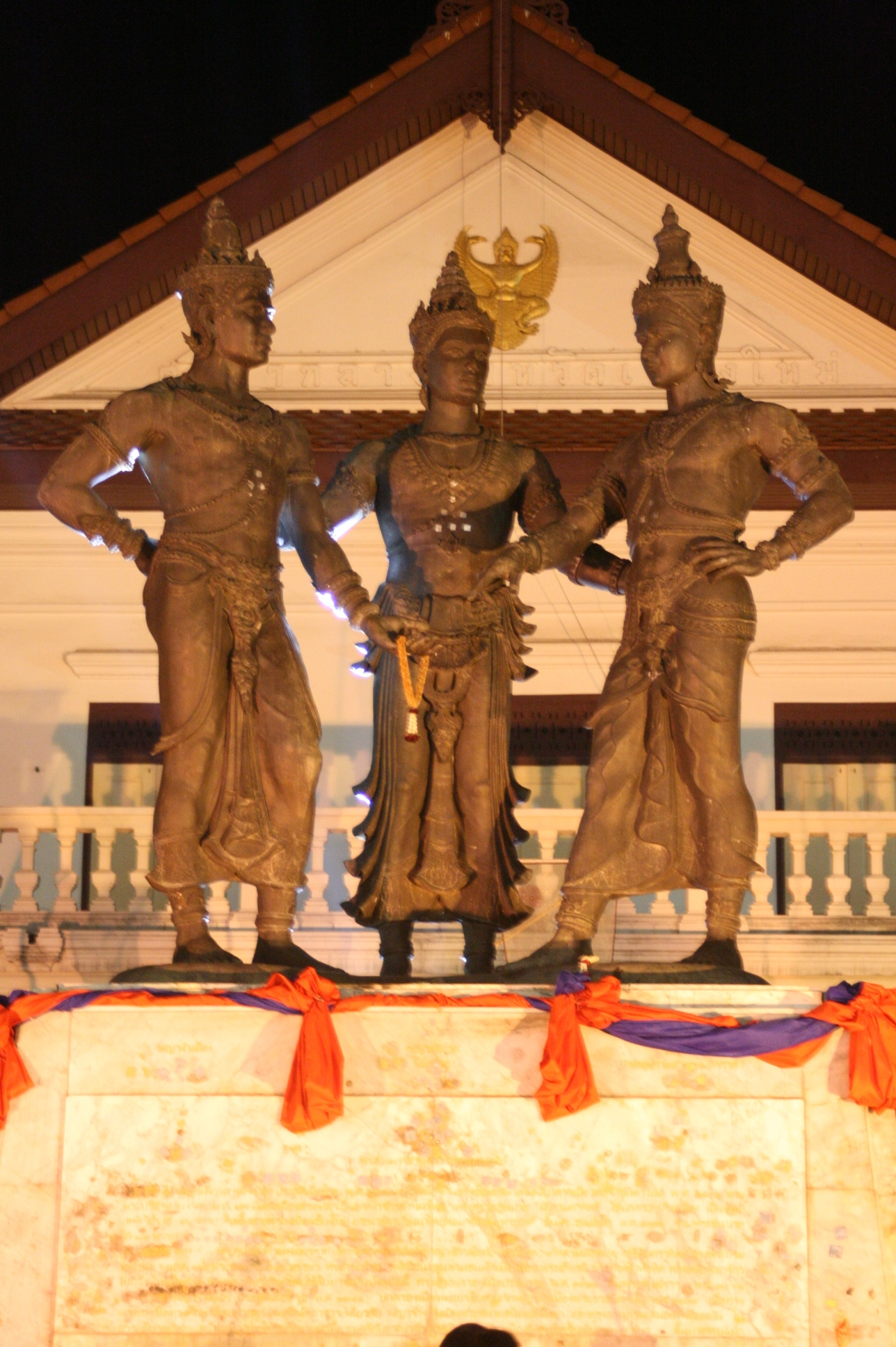
Monumento a Chiang Mai che celebra l'alleanza tra Mangrai, Ngam Mueang e Ramkhamhaeng

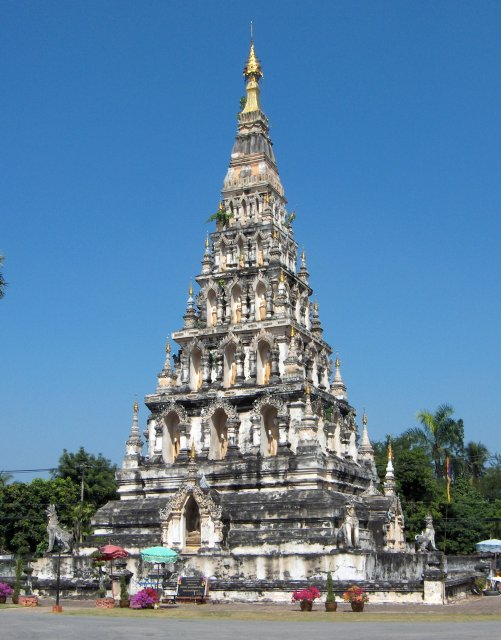
Il chedi del Wat Chedi Liam a Wiang Kum Kam, fatto costruire da Mangrai nel 1287

La seconda delle sue capitali fu Chiang Rai, che prese il suo nome e venne da lui fondata nel 1262 nella valle del fiume Kok. Nel 1268 conquistò la meng di Chiang Kong e nel 1272 trasferì la capitale a Fang, a nord di Chiang Rai, e fu qui che pianificò l'invasione del potente Regno di Hariphunchai, l'odierna Lamphun. Negli anni Settanta strinse alleanza in funzione anti-mongola con i sovrani Ngam Mueang e Ramkhamhaeng dei regni tai di Phayao e di Sukhothai. Avrebbe anche riappacificato i due re dopo che Ramkhamhaeng aveva sedotto la moglie di Ngam Mueang. Fu in questo periodo che nei rispettivi regni, Ramkhamheang e Mangrai proclamarono religione di Stato il Buddhismo Theravada, mutuato a Fang dal vicino Regno di Hariphunchai nel 1287.
Delle molte città-stato fondate dal popolo mon nell'odierna Thailandia nel periodo Dvaravati, Haripunchai era rimasta l'unica ad aver conservato l'indipendenza dall'espansione dell'Impero Khmer. Mangrai riuscì a sottomettere il regno nel 1283, contro il parere dei propri consiglieri, grazie al locale mercante Ai Fa, un suo confidente che si fece eleggere primo ministro di Hariphunchai e favorì l'invasione delle truppe di Fang. Il re Yi Ba fuggì e si rifugiò a Lampang. Mangrai si trasferì nella città e vi rimase per tre anni; quando la lasciò per trasferirsi nella nuova capitale Wiang Kum Kam che fece costruire nella fertile valle del fiume Ping, nelle vicinanze dell'odierna Chiang Mai, Hariphunchai rimase la capitale culturale e religiosa del suo regno. A Wiang Kum Kam rimase 5 anni, costruendo diversi templi buddhisti che sono tuttora in buono stato di conservazione. Tra il 1288 ed il 1290 intraprese campagne militari che gli permisero di riscuotere tributi dal Regno di Hanthawaddy in Bassa Birmania e dal Regno shan di Phukam.

### Fondazione della capitale Lanna di Chiang Mai

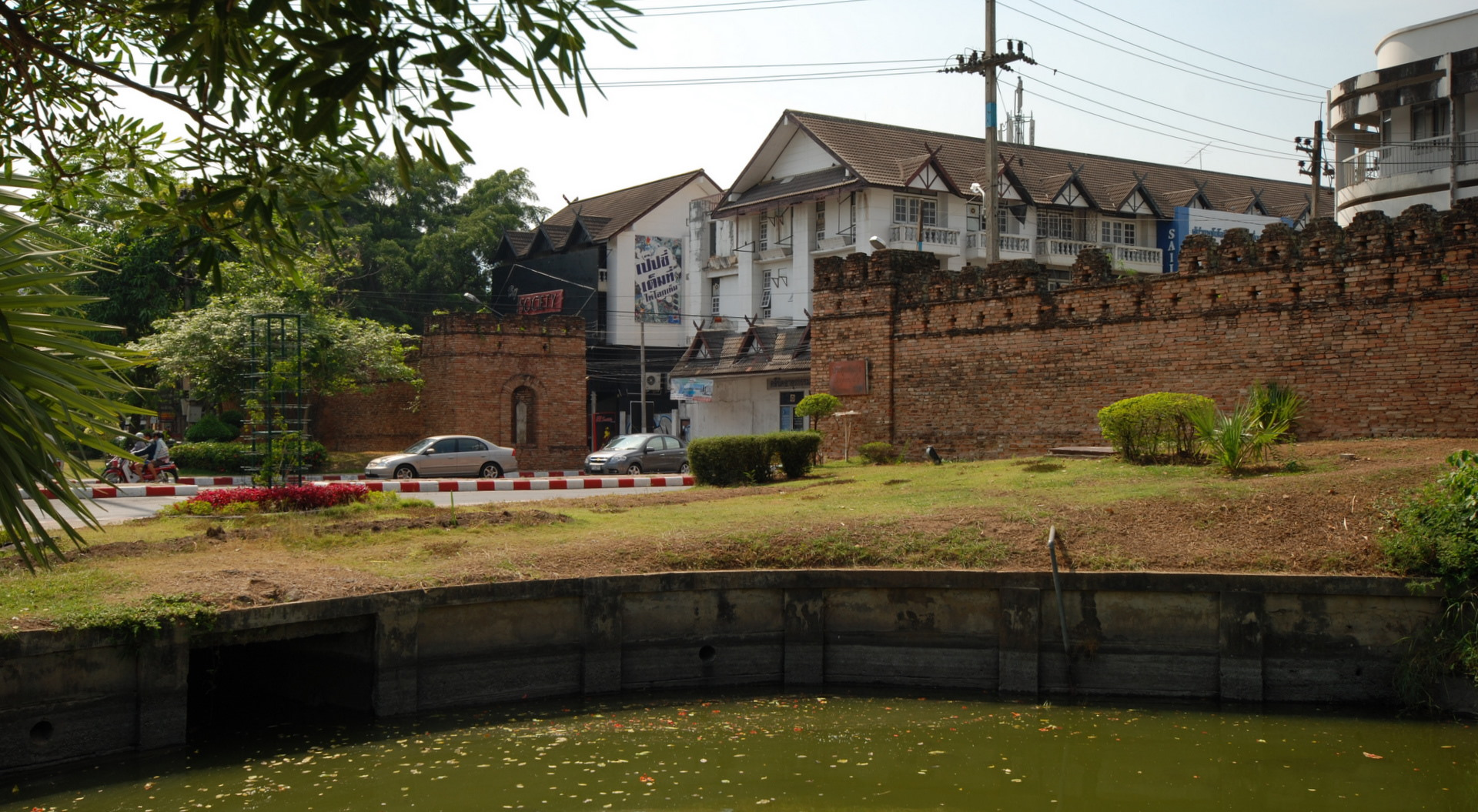
La porta Sèn Rung delle mura di Chiang Mai

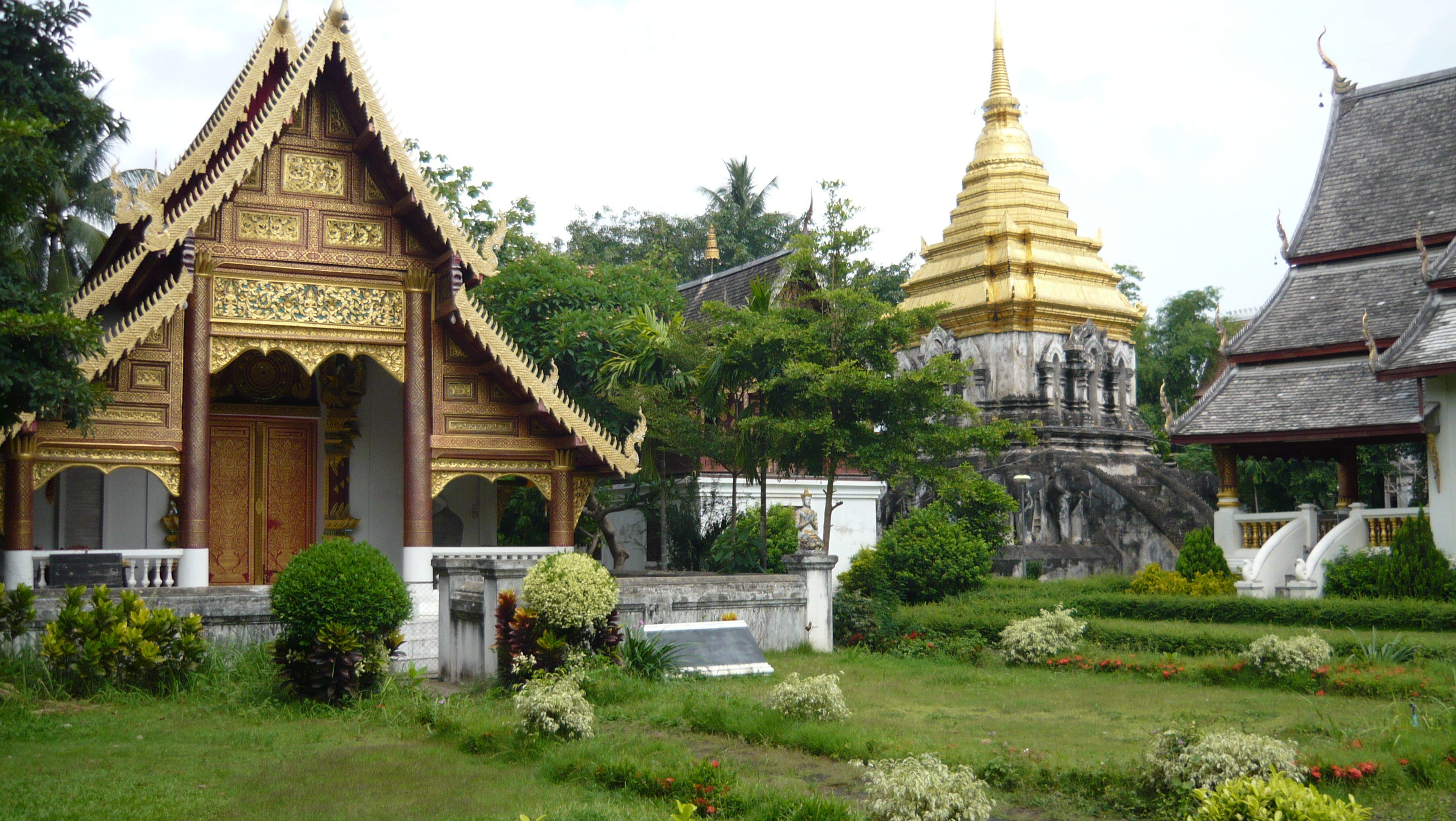
Wat Chiang Man, il primo tempio fatto costruire a Chiang Mai nel 1297

Lasciata Wiang Kum Kam, la corte si trasferì nella riva opposta del Ping occupando un insediamento dei lawa chiamato Nophaburi, nei cui pressi fu dato il via nel 1296 alla costruzione della nuova fortificata capitale Chiang Mai (letteralmente: città nuova) del Regno Lanna, che sarebbe divenuta un crogiolo di culture provenienti da diverse realtà dell'Indocina occidentale. Fu eretta sotto il monte Doi Suthep, secondo una tradizione del tempo che voleva la costruzione delle capitali ai piedi di una montagna. Il re presenziò personalmente a tutta la fase della costruzione, ed è ipotizzabile che abbia affidato ai suoi generali le campagne intraprese in quel periodo.
Mangrai fece costruire delle mura ed un fossato attorno alla città, al cui interno vennero eretti sontuosi templi. A Chiang Mai si concentrò un gran numero di artisti ed artigiani di diversa provenienza che contribuirono a creare uno stile proprio del nuovo regno. La lingua dei tai yuan subì l'influenza delle altre etnie presenti e l'idioma del regno fu chiamato kham mueang. Il sovrano promulgò un codice di leggi basato su quello che era in vigore a Haripunchai e sia la città che la vicina Wiang Kum Kam divennero importanti centri di scambi commerciali. Nei villaggi prossimi a Chiang Mai fu impostato un sistema di produzioni artigianali in cui ogni villaggio si specializzava a realizzare un prodotto. Tale sistema sarebbe stato ripreso nel XXI secolo dal primo ministro thailandese Thaksin Shinawatra, educato a Chiang Mai, nell'iniziativa "un tambon, un prodotto".
Sarebbe rimasta la capitale del regno quasi ininterrottamente fino al 1884, quando Rama V annesse ufficialmente al Siam il Regno di Chiang Mai, che era succeduto a quello Lanna dopo la sottomissione come vassallo siamese nel 1802.

### Gli ultimi anni di regno
Nel 1290 i mongoli ripresero il controllo di Chiang Hung, che venne prontamente liberato dalle truppe lanna reduci dalla campagna in territorio shan. Un nuovo assalto a Chiang Hung dell'esercito della Dinastia Yuan ebbe luogo nel 1296 e fu respinto. Nello stesso anno il principe Khram di Chiang Rai, figlio e successore di Mangrai, respinse un attacco di Boek, figlio del re Yi Ba di Haripunchai rifugiato a Lampang, sconfiggendolo in un duello in groppa ad elefanti, inseguendolo e giustiziandolo dopo che era fuggito. A sua volta Yi Ba fuggì da Lampang, che venne occupata dalle truppe lanna, e si pose in salvo a Phitsanulok.
Nei primi anni del XIV secolo, si registrarono diverse incursioni in territorio cinese da parte degli eserciti di Chiang Mai e di Chiang Hung. Dopo le sconfitte subite ad opera dei lanna, l'Impero Cinese ebbe grande considerazione di Mangrai, ritenendolo il più valoroso tra i sovrani che combatterono nella regione grazie alla tattica di rifugiarsi nelle città satelliti a fronte di attacchi di armate più potenti. Nel 1312 la corte di Pechino scelse la via diplomatica con Lanna e Chiang Hung, e fu ricambiata con omaggi ed elefanti. La prima missione diplomatica lanna in Cina fu inviata nel 1315.

### Morte e successione
Il primogenito di Mangrai cercò di assassinarlo per prenderne il posto, ma fu arrestato e giustiziato. Erede al trono fu proclamato l'altro figlio Khram. Mangrai morì nel 1317 a Chiang Mai, colpito da un fulmine mentre camminava nel mercato cittadino. Khram trasferì le ceneri e reliquie del padre nel chedi Ku Phra Chao Meng Rai del Wat Ngam Muang di Chiang Rai, dove sono tuttora conservate. Il principe Khram ascese al trono con il nome regale Chai Songkhram e mantenne la residenza a Chiang Rai. I primi re che succedettero a Mangrai furono coinvolti in lotte intestine che misero in pericolo l'autonomia del regno, e fu con l'avvento al trono nel 1327 di Kham Fu che Lanna riacquistò stabilità.